# 山口京子
山口 京子（やまぐち きょうこ、1957年3月7日 - ）は、日本の政治家、元女優。埼玉県蓮田市長（1期）。埼玉県議会議員（1期）、蓮田市議会議員（5期）を務めた。

## 来歴
新潟県加茂市の曹洞宗寺院「大昌寺」に生まれる。祖父の西村大串（だいかん）住職は教育者でもあり、加茂朝学校（現・加茂暁星高等学校）や加茂葵幼稚園の創立者であった。
新潟県立三条高等学校卒業後上京し、聖心女子大学教育学科を卒業。大学4年生の時に演劇集団 円の研修生になり卒業後東京都内で円や夢の遊眠社に所属し俳優活動を行う。
結婚を機に埼玉県蓮田市に移り住み、主婦をしていたが、蓮田市議だった義父から後継指名を受けたことや子育て仲間の後押しもあり政界入りを決意し、1999年の蓮田市議会議員選挙に立候補し、初当選。以後、市議を5期務める。2019年には埼玉県議会議員選挙東5区（蓮田市・定数1）に無所属で立候補し、当選。当選後自由民主党に入党した。
2022年4月1日、引退を表明していた中野和信市長から後継指名を受けたとして同年5月の蓮田市長選挙に立候補する意向を表明し、同日付で県議を辞職。
5月15日投開票の市長選では自民党からの推薦を受け、中野や公明党市議、大野元裕知事らからも支援を受けた山口が保守層だけでなく無党派層にも浸透し、現市政からの変革などを訴えた他の3候補を破り初当選した。蓮田市で女性が市長に就任するのは、樋口曉子に次いで2人目となる。5月31日、任期開始。
※当日有権者数：52,034人 最終投票率：45.20%（前回比：+1.99pts）
| 候補者名 | 年齢 | 所属党派 | 新旧別 | 得票数   | 得票率 | 推薦・支持 |
| -------- | ---- | -------- | ------ | -------- | ------ | ---------- |
| 山口京子 | 65   | 無所属   | 新     | 10,079票 | 43.46% | 自民党推薦 |
| 福田聖次 | 70   | 無所属   | 新     | 5,833票  | 25.15% |            |
| 菊池義人 | 45   | 無所属   | 新     | 3,656票  | 15.76% |            |
| 北角嘉幸 | 58   | 無所属   | 新     | 3,621票  | 15.61% |            |